# Észak-Rajna-Vesztfália vasútvonalainak listája

Németország tartományai

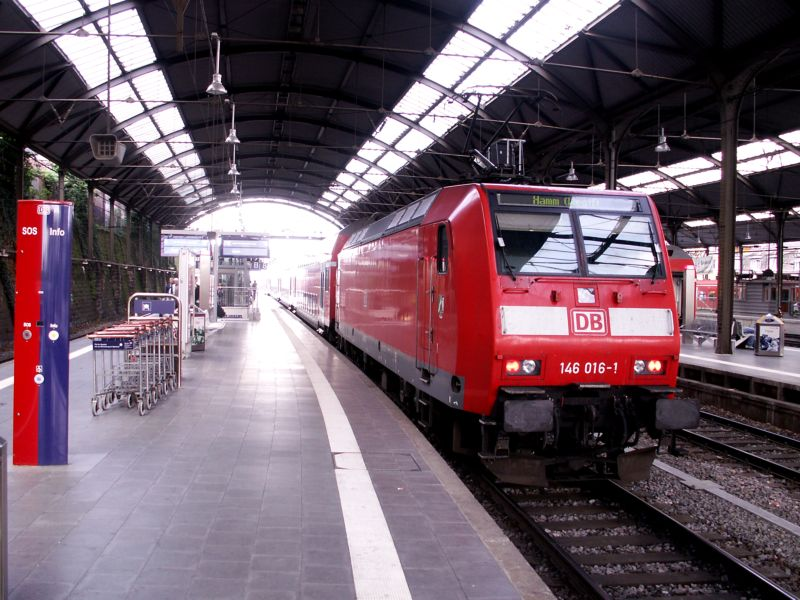
Regionalzug vonat egy DB 146-os villamos mozdonnyal Aachen állomáson

Ez a lista a németországi Észak-Rajna-Vesztfália tartomány vasútvonalait sorolja fel ábécé sorrendben. A lista nem teljes.

## Vasútvonalak
- Aachen–Mönchengladbach-vasútvonal
- Altenbeken–Kreiensen-vasútvonal
- Bigge Valley-vasútvonal
- Bonn–Oberkassel vasúti komp
- Deutz–Gießen-vasútvonal
- Dill-vasútvonal
- Dortmund–Enschede-vasútvonal
- Dortmund–Hamm-vasútvonal
- Dortmund–Soest-vasútvonal
- Drachenfels-vasútvonal
- DreiLänder-vasútvonal
- Duisburg-Hochfeld-vasútvonal
- Duisburg-Ruhrort–Mönchengladbach-vasútvonal
- Duisburg–Dortmund-vasútvonal
- Düsseldorf–Elberfeld-vasútvonal
- East Rhine-vasútvonal
- Eifel-vasútvonal
- Elberfeld–Dortmund-vasútvonal
- Essen-Werden–Essen-vasútvonal
- Gruiten–Köln-Deutz-vasútvonal
- Hagen–Hamm-vasútvonal
- Hamm–Minden nagysebességű vasútvonal
- Hamm–Warburg-vasútvonal
- Hanover–Altenbeken-vasútvonal
- Hannover–Minden-vasútvonal
- Heller Valley-vasútvonal
- Hesper Valley-vasútvonal
- Kleinbahn Haspe–Voerde–Breckerfeld
- Köln Airport loop
- Köln–Minden trunk line
- Köln–Aachen nagysebességű vasútvonal
- Köln–Duisburg-vasútvonal
- Köln–Frankfurt nagysebességű vasútvonal
- Lower Left Rhine-vasútvonal
- Löhne–Rheine-vasútvonal
- Mönchengladbach–Düsseldorf-vasútvonal
- Münster–Rheine-vasútvonal
- Münster–Hamm-vasútvonal
- Oberhausen–Arnhem-vasútvonal
- Oberhausen–Duisburg-Ruhrort-vasútvonal
- Preußen–Münster-vasútvonal
- Rheinhausen–Hochfeld vasúti komp
- Rothaar-vasútvonal
- Ruhr Valley-vasútvonal
- Ruhrort–Homberg vasúti komp
- Ruhr–Sieg-vasútvonal
- Rur Valley-vasútvonal
- Sieg-vasútvonal
- Siegburg–Olpe-vasútvonal
- Sittard–Herzogenrath-vasútvonal
- Solling-vasútvonal
- Spyck–Welle vasúti komp
- Vasrajna
- Vennbahn
- Viersen–Venlo-vasútvonal
- Wanne-Eickel–Hamburg-vasútvonal
- Welver–Sterkrade-vasútvonal
- Weser-Aller-vasútvonal
- West Rhine-vasútvonal
- Witten/Dortmund–Oberhausen/Duisburg-vasútvonal
- Wuppertal-Vohwinkel–Essen-Überruhr-vasútvonal